# 銅鑼灣警署
銅鑼灣警署（英語：Causeway Bay Police Station）是香港一所已拆卸的警署，位於香港島銅鑼灣電氣道148號，現址為信和集團旗下寫字樓大廈電氣道148號。

## 歷史
銅鑼灣警署是香港早期的警署之一，歷史攸久，與19世紀大坑舞火龍很有關係。據說在1880年時，大坑為一客家人村落，在一次風災后，發現了一條大蟒蛇，被村民合力打死，蛇身被綑好放到銅鑼灣警署內。但事后村內發生瘟疫，很多村民死亡，其后村內有一父老獲菩薩報夢指點，在中秋節晚上，舞火龍繞着村子游走，就可驅走瘟疫；村民依計行事，果然奏效，區內舞火龍習俗相傳至今。
1980年代，已經高度發達的銅鑼灣因為要協助港島區發展，使在區議會及一些事務上分別加入灣仔區和東區。而銅鑼灣警署的職務亦平均分給灣仔警署和北角警署，銅鑼灣警區是於1987年至1990年與北角警區合併。原本銅鑼灣區設備完善，但現在銅鑼灣還有銅鑼灣消防局、銅鑼灣街市、銅鑼灣社區中心等社區設施．在1980年代初期，銅鑼灣拆去了銅鑼灣裁判司署建了現在的天后站和柏景臺，在1980年代後期拆去了銅鑼灣警署，而銅鑼灣警署位置很近炮台山站，鄰近銅鑼灣岳王古廟。而銅鑼灣裁判司署正是現在的天后站，1980年代前很多影片（例如：三狼奇案）及文學作品也提及銅鑼灣警署，現已變成銅鑼灣居民集體回憶之地。但1990年代之後，銅鑼灣住宅區其餘社區設施保留至今。
前特首曾蔭權的父親曾雲亦是銅鑼灣警署的警員。
銅鑼灣警署羈留室以鬧鬼聞名，也有不少作品以此為題材題材。

## 相關連結
- 三狼案
- 電影三狼奇案